# Clathria oculata
Clathria oculata är en svampdjursart som beskrevs av Burton 1933. Clathria oculata ingår i släktet Clathria och familjen Microcionidae. Inga underarter finns listade i Catalogue of Life.